# Iaslovăț
Iaslovăț est une commune du județ de Suceava en Roumanie.